# Тревос
Тревос (англ. Trevose Head) — мыс на Атлантическом побережье Северного Корнуолла, Великобритания. Он расположен примерно в восьми километрах к западу от небольшого городка Падстоу (англ. Padstow). В ясную погоду посетители мыса могут видеть практически полностью северное побережье Корнуолла. На север обзор распространяется до Hartland Point (40 км). Тревосский маяк, поддерживаемый корпорацией Trinity House, находится в северо-западной части мыса. Спасательная станция Падстоу размещена на восточной стороне мыса. Также можно посетить руины часовни Святого Константина. Мыс Тревос является участком особого научного интереса (Site of Special Scientific Interest) с биологической и геологической сторон. Дикая спаржа растет на скалах мыса. Скалы также важны, как место обитания некоторых видов птиц, в частности глупышей, гагарок и тонкоклювой кайры.